# 日鉄セメント
日鉄セメント株式会社（にってつセメント）は、北海道室蘭市にある日本製鉄グループの企業（セメント工場）。

## 概要
北海道における経済活動の基盤整備・強化としてのセメント供給、富士製鐵室蘭製鐵所（現在の日本製鉄室蘭製鉄所）で副生される「高炉スラグ」の資源循環を目的として設立した。「高炉セメント」を主力製品としているほか、特殊製品（注入材、セメント系固化材、補修材など）を開発しており、北海道・東北地方を主要販売エリアとしている。また、産業廃棄物処分業として産業廃棄物の処理、副産物のリサイクルを行っている。これまでに北海道による「北海道科学技術賞」、環境省による「地球温暖化防止活動環境大臣表彰」（共同受賞）、学会において各賞を受賞している。

## 沿革
- 1954年（昭和29年）：富士製鐵と磐城セメントの共同出資により、「富士セメント」として設立[7]。
- 1955年（昭和30年）：セメント粉砕設備竣工[7]。セメント製造・販売開始[7]。
- 1956年（昭和31年）：1号キルン竣工（1980年廃棄）[7]。
- 1960年（昭和35年）：2号キルン竣工（1985年廃棄）[7]。
- 1965年（昭和40年）：3号キルン竣工（2012年廃棄）[7]。
- 1970年（昭和45年）：日鐵セメントに社名変更[7]。セメントタンカー「芙蓉丸」就航[4]。
- 1974年（昭和49年）：4号キルン竣工[7]。
- 1984年（昭和59年）：業界の構造改善により、共同販売会社「アンデスセメント」に属する（1994年解散）[8]。
- 1988年（昭和63年）：特殊製品工場竣工[7]。
- 1992年（平成04年）：産業廃棄物処理施設認可[7]。
- 1998年（平成10年）：廃棄物窯尻投入設備竣工[7]。工場が「ISO 9002」認証取得（2003年に「ISO 9001」へ移行）[7]。
- 2001年（平成13年）：本社・工場が「ISO 14001」認証取得[7]。
- 2002年（平成14年）：肉骨粉投入設備竣工[9]。下水汚泥処理設備竣工[7]。
- 2005年（平成17年）：ロシアのGOST規格「GOST R」取得[7]。
- 2006年（平成18年）：廃プラスチック処理設備竣工[7]。
- 2012年（平成24年）：日鉄住金セメント株式会社に社名変更[7]。
- 2019年（平成31年）4月1日 - 親会社の新日鐵住金の日本製鉄への社名変更に伴い、日鉄セメント株式会社に商号変更。

## 製品
- セメント
  - セメント全般
  - 高炉セメントB種
- 固化材
  - 日鐵アースタイト
  - 日鐵アースタイト・プラス
- 注入材
  - 日鐵スーパーファイン
  - コロイドSQ-A
- 補修材
  - NEMシリーズ
  - Hiシリーズ
- スラグ
  - 高炉スラグ微粉末

## 事業所
- 本社・工場 - 北海道室蘭市仲町64
- 支店等
  - 営業部関係 - 札幌市中央区北4条西4-1-1 ニュー札幌ビル3階
  - 東北支店 - 仙台市青葉区大町2-6-27 岡元ビル5階
  - 東京支店 - 東京都中央区日本橋室町4-3-12 バンセイ室町ビル5階
- 出荷場所
  - 室蘭工場（北海道室蘭市）
  - 稚内サービスステーション（北海道稚内市）
  - 紋別サービスステーション（北海道紋別市）
  - 留萌サービスステーション（北海道留萌市）
  - 石狩セメントターミナル（北海道石狩市）
  - 札幌サービスステーション（札幌市白石区）
  - 釧路サービスステーション（北海道釧路市）
  - 十勝港サービスステーション（北海道広尾郡広尾町）
  - 函館サービスステーション（北海道函館市）
  - 塩釜サービスステーション（宮城県塩竈市）

## 関連会社
- ニレミックス
- 富士トラック[10]
- フジコンサルタント